# إيلورايو

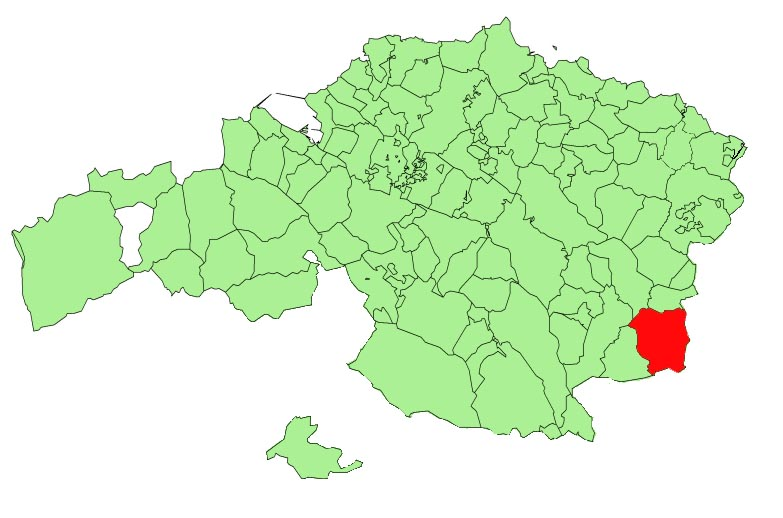
موقع البلدية

بلدية إيلورايو (بالإسبانية: Elorrio) هي بلدية تقع في مقاطعة بيسكاي, التي تقع في منطقة الباسك شمالي إسبانيا.

## توأمة
لإيلورايو اتفاقيات توأمة مع:
- مجيك

## وصلات خارجية
- (بالإسبانية)